# Фонте Казело (Пезаро и Урбино)
Фонте Казело је насеље у Италији у округу Пезаро и Урбино, региону Марке.
Према процени из 2011. у насељу је живело 38 становника. Насеље се налази на надморској висини од 89 м.